# Alini Delgadillo
Alini Skarlet Delgadillo Silva (* 14. März 1997) ist eine bolivianische Leichtathletin, die sich auf den Sprint spezialisiert hat.

## Sportliche Laufbahn
Erste Erfahrungen bei internationalen Meisterschaften sammelte Alini Delgadillo bei den Südamerikaspielen 2018 in Cochabamba, bei denen sie im 100-Meter-Lauf mit 11,84 s in der ersten Runde ausschied und über 200 Meter in 24,92 s den siebten Platz belegte. Zudem gewann sie mit der bolivianischen 4-mal-100-Meter-Staffel in 46,17 s die Silbermedaille hinter dem aus Venezuela und wurde mit der 4-mal-400-Meter-Staffel in 3:55,76 min Vierte. Anschließend gelangte sie bei den Ibero-Amerikanischen Meisterschaften in Trujillo in 12,40 s auf den siebten Platz über 100 Meter und klassierte sich im 200-Meter-Lauf nach 25,23 s auf Rang sechs. Mit der 4-mal-100-Meter-Staffel gewann sie in 47,39 s die Bronzemedaille hinter den Teams aus Peru und Ecuador. Daraufhin nahm sie über 100 und 200 Meter an den U23-Südamerikameisterschaften in Cuenca teil, schied dort aber mit 12,29 s bzw. 25,06 s jeweils im Vorlauf aus, wie auch bei den Südamerikameisterschaften in Lima im Jahr darauf mit 12,16 s und 25,67 s. 2020 stellte sie bei den erstmals ausgetragenen Hallensüdamerikameisterschaften in Cochabamba im 60-Meter-Lauf mit 7,64 s einen neuen Landesrekord auf und klassierte sich damit auf dem fünften Platz. Zudem gewann sie mit der 4-mal-400-Meter-Staffel in 4:00,77 min die Goldmedaille. 2023 schied sie bei den Südamerikameisterschaften in São Paulo mit 24,75 s im Vorlauf über 200 Meter aus und belegte mit der 4-mal-100-Meter-Staffel in 46,89 s den fünften Platz. Im November startete sie mit der Staffel bei den Panamerikanischen Spielen in Santiago de Chile und verpasste dort mit 45,85 s den Finaleinzug. Im Jahr darauf verpasste sie bei den Hallensüdamerikameisterschaften in Cochabamba mit 7,68 s den Finaleinzug über 60 Meter. Im Mai schied sie bei den Ibero-Amerikanischen Meisterschaften in Cuiabá mit 24,40 s im Vorlauf über 200 Meter aus und belegte mit der Staffel in 45,09 s den fünften Platz. 2025 verpasste sie bei den Südamerikameisterschaften in Mar del Plata mit 12,05 s den Finaleinzug über 100 Meter und schied auch über 200 Meter mit 24,78 s im Vorlauf aus.
In den Jahren 2018 und 2019 wurde Delgadillo bolivianische Meisterin im 100-Meter-Lauf sowie 2018 auch über 200 Meter. In der Halle wurde sie 2020 Hallenmeisterin im 60-Meter-Lauf.

## Persönliche Bestzeiten
- 100 Meter: 11,60 s (+1,8 m/s), 5. Mai 2024 in Cochabamba
  - 60 Meter (Halle): 7,57 s, 8. Februar 2025 in Cochabamba
- 200 Meter: 23,91 s (+1,0 m/s), 30. März 2025 in Cochabamba (bolivianischer Rekord)
  - 200 Meter (Halle): 24,30 s, 9. Februar 2025 in Cochabamba (bolivianischer Rekord)